# آنه نیمارک آندرشن
آنه نیمارک آندرشن (نروژی: Anne Nymark Andersen؛ زادهٔ ۲۸ سپتامبر ۱۹۷۲) بازیکن فوتبال زن اهل نروژ بود.